# L'amour est un chien de l'enfer (film)
Crazy Love
Pour les articles homonymes, voir L'amour est un chien de l'enfer et Crazy Love.
L'amour est un chien de l'enfer, mieux connu sous son titre original Crazy Love, est un film belge réalisé par Dominique Deruddere, sorti en 1987 inspiré du recueil de poésies du même nom de Charles Bukowski paru en 1977 sous le titre original : Love is a Dog from Hell.
L'amour est un chien de l'enfer décrit trois moments de la vie de Harry Voss.

## Synopsis
En 1955, Harry Voss, 12 ans, est un enfant unique timide et naïf. L'amour, pour lui, c'est l'amour romantique entre un prince charmant et une princesse en train de s'embrasser sagement sur la bouche. De même, son père est un héros qui a enlevé sa mère et qui se sont mariés au sommet d'une montagne solitaire... Un ami plus âgé que lui décide de parfaire sa formation sexuelle, mais les premières tentatives d'approche de jeunes femmes se solderont par des échecs.
Adolescent, Harry Voss reçoit en 1962 son diplôme de fin d'étude, mais refuse de se rendre au bal des élèves à cause d'une éruption d'acné qui perturbe sa vie sentimentale depuis deux ans. Cependant un condisciple vient le chercher et l'accompagne au bal afin qu'il puisse tenter sa chance auprès des filles. C'est une demi-réussite et Harry s’enivre pour oublier son mal d'amour.
Adulte, en 1976, Harry Voss rencontre Bill dans un dancing pour marins. Celui-ci est un vaurien avec qui il va se saouler jusqu'au matin. Les deux hommes volent le cadavre d'une jeune femme d'un corbillard. Voss s'éprend de la morte et devient son « amant »...

## Fiche technique
- Titre : L'amour est un chien de l'enfer
- Titre original : Crazy Love
- Réalisation : Dominique Deruddere
- Scénario : Dominique Deruddere et Marc Didden, d'après un recueil de poèmes de Charles Bukowski
- Production : Alain Keytsman et Erwin Provoost
- Musique : Raymond van het Groenewoud
- Photographie : Willy Stassen
- Montage : Ludo Troch
- Décors : Hubert Pouille et Erik Vanbelleghem
- Costumes : Loret Meus
- Maquillage : Dominique Colladant
- Pays de production : Belgique
- Format : Couleurs - 1,66:1 - Stéréo - 35 mm
- Genre : Drame
- Durée : 90 minutes
- Dates de sortie : 1987 (Belgique), 7 juin 1989 (France)
- Film interdit aux moins de 12 ans lors de sa sortie en France

## Distribution
- Josse De Pauw : le père d'Harry Voss / Harry Voss à 19 ans / Harry Voss à 33 ans
- Geert Hunaerts (nl) : Harry Voss, à 12 ans
- Michael Pas : Stan
- Gene Bervoets : Jeff
- Amid Chakir : Bill
- Florence Béliard : la princesse / le cadavre
- Karen Van Parijs (nl) : la mère d'Harry
- Carmela Locantore : Gina
- An Van Essche : Lisa Veloni
- Doriane Moretus : Marina
- François Beukelaers : Le docteur
- Hans de Munter : Le chevalier
- Vincent Collin : Le cavalier de Marina
- Marcel Vanthilt : Un étudiant
- Erik Burke : Un étudiant
- Mieke Verheyden : La mère à l'enfant dans le bus
- Kathlen Seret : Cathy
- Alexandre von Sivers : Le moine

## Autour du film
- Le tournage s'est déroulé en 1985 à Bruxelles et ses environs (toute la séquence du bal fut tournée de nuit en région flamande).
- Charles Bukowski préfère la fin du film à celle de son recueil de poèmes[1].

## Prix et récompenses
- 1987 : Meilleur réalisateur au Festival de San Sebastian
- 1987 : Prix Joseph Plateau :
  - Meilleur acteur belge : Josse De Pauw 
  - Meilleur réalisateur belge : Dominique Deruddere
  - Meilleur film belge
  - Meilleure musique de film : Raymond van het Groenewoud
  - Meilleur film du Benelux
- 1990 : Prix Joseph Plateau, prix du meilleur film flamand des années 1965 à 1990